# Nicolas Juncker
Nicolas Juncker (né en 1973) est un auteur français de bande dessinée.

## Biographie
Nicolas Juncker est né en 1973. Après des études d'histoire, il travaille au conservatoire des Arts de Saint-Quentin-en-Yvelines. Sa première bande dessinée est Le Front. En 2005, paraît Malet et, en 2008, D’Artagnan, Journal d’un Cadet, puis Immergés.
En 2020 paraît Seules à Berlin (éditions Casterman). L'ouvrage fait partie de la sélection pour le grand prix de la critique 2021. Librement adapté d'Une femme à Berlin, par une autrice anonyme, et de Carnets de l'interprète de guerre, par Elena Rjevskaïa (en), le livre imagine une rencontre entre les deux femmes dans les jours de la chute de Berlin en avril-mai 1945.
En février 2022, l'album Un général, des généraux scénarisé par Nicolas Juncker et dessiné par François Boucq, paraît aux éditions du Lombard. Il relate avec de nombreux détails le coup d'État du 13 mai 1958 (également dénommé le  « putsch d'Alger »), survenu à Alger (Algérie alors française), dans le contexte de la guerre d'Algérie,.
En juin 2022, sort le tome 1 de la série historique Les mémoires du dragon Dragon dont le héros est Pierre-Marie Dragon, un soldat de la Révolution. Nicolas Juncker a écrit le scénario et Simon Spruyt en est le dessinateur.

## Publications
- Le Front, Treize étrange, 2003  (ISBN 9782745912305)
- Malet, Treize étrange, 2005  (ISBN 2-7459-1447-2)
- D'Artagnan: journal d'un cadet, d'après l'œuvre d'Alexandre Dumas, couleurs de Greg Salsedo, Treize étrange, 2008  (ISBN 978-2-7459-2464-3)[6]
- Immergés, Treize étrange, 3 tomes: 1, Günther Pulst : juillet-septembre 1939 (publié en 2009), 2, Oskar Kusch : juin-juillet 1937 (publié en 2010), 3, Wilhelm Pelosi : septembre-octobre 1942 (publié en 2011), couleur de Greg Salsedo, série abandonnée au bout du premier cycle.
- La Vierge et la Putain, Treize étrange, 2015, diptyque sur les destins croisés des deux reines Marie Stuart et Élisabeth Tudor.
- Seules à Berlin, Casterman, 2020  (ISBN 978-2203168527)
- Octofight tome 1 - Ô vieillesse ennemie, scénario de Nicolas Juncker et Chico Pacheco, dessin de Chico Pacheco, Glénat, collection Treizetrange, 2020, trilogie à venir
- Un général, des généraux, scénario de Nicolas Juncker, dessin de François Boucq, couleurs d'Alexandre Boucq et François Boucq, Le Lombard, 2022[3],[4]
- Les Mémoires du dragon Dragon, scénario de Nicolas Juncker, dessin de Simon Spruyt, Le Lombard, 2022[5]

## Récompenses
Immergés a obtenu le Prix Vent du large, mention spéciale Bandes Dessinées au 4e salon du livre de mer de l'Île de Noirmoutier en juin 2010
En 2022, il est lauréat, avec le dessinateur François Boucq, du Prix de la BD d’Histoire contemporaine pour Un général, des généraux.